# Króle-Kolonia
Króle-Kolonia – część wsi Króle w Polsce, położona w województwie warmińsko-mazurskim, w powiecie bartoszyckim, w gminie Bartoszyce. Wchodzi w skład sołectwa Gromki. 
W latach 1975–1998 Króle-Kolonia administracyjnie należały do województwa olsztyńskiego.